# 迪肯放大器
迪肯放大器（英語：Deacy Amp）是由皇后樂隊的貝斯手兼電子工程系學生約翰·迪肯在1971年发明的電吉他放大器。迪肯使用在垃圾筒中發現的零件，將其安裝到揚聲器箱中，並由PP3電池供電。它與布萊恩·梅的Red Special（紅色特別）和高音增強器一起使用，其產生的聲音讓人聯想到各種管弦樂器，例如小提琴、大提琴、長號、單簧管，甚至人聲。

## 歷史

### 組合放大器
1971年，迪肯在一次練習後回家時被小規格的彩色電子設備連接線吸引，他後來發現該電線連接到超音速牌（Supersonic）PR80便攜式收音機的電路板後形成的電路成為一個音量放大器，迪肯後將電線及電路板帶回家後進行了仔細檢查。迪肯將放大器安裝在已改裝的舊式書架式揚聲器中，添加了一個¼英寸的輸入插孔，並合上了機箱。音量控制電位器懸掛在機殼的背面。電源來自放大器箱外部，適用於收音機的大型PP3電池。迪肯在研究過程中認為放大器的聲音聽起來都很好，因此刪去了音量控制功能。迪肯喜歡無旋轉鈕的簡約——只需插入吉他即可彈奏，沒有需要擺弄和控制的按鈕。迪肯後來表示雖放大器的聲音永遠不會聽起來很乾淨，但卻使人感到溫暖而愉悅。
後來在1972年某次樂隊練習時，迪肯向梅展示該放大器，並令後者對放大器所帶來的的可能性感興趣，特別是使用布萊恩的Red Special和高音助推器時。迪肯表示使用Red Special和高音增強器時，這款放大器提供了一種完全獨特的，令人愉悅但被扭曲的聲音。因為迪肯放大器沒有音量或音調控制，並且在被研發至今都從未損壞過，因此從沒有進行修復。迪肯在1971年2月曾帶同放大器及貝斯到在倫敦帝國學院進行的皇后樂隊面試，亦有表示打算將放大器用作樂隊練習用放大器，但在梅受到吸引下成為樂隊主要器材之一。目前迪肯放大器仍在梅的錄音室並佔據重要地位。

### 奈特音頻技術迪肯放大器複製計劃
1998年，格雷格·弗萊爾（Greg Fryer）在梅的全力支持下，與放大器專家戴夫·彼得森（Dave Petersen）製作三個迪肯放大器複製品。這些放大器產生與原版相似的壓縮及飽和聲音，但缺少對放大器能轉換出獨特聲音至關重要的原因。在2003年，電子學專家奈傑爾·奈特（Nigel Knight）參與開發，並開始奈特音頻技術迪肯放大器複製計劃（Knight Audio Technologies Deacy Amp replica）。他們建造了幾個原型放大器，而每次的實驗均令放大器不斷接近原始聲音，但與真實迪肯放大器並列比較時都達不到應有的標準。直到2008年，奈特才獲准將原始的放大器拆開並測試及分析每個單獨的組件，此舉令工作人員開始理解放大器當中錯綜複雜的工作原理。
掌握新信息後，奈特拜訪了揚聲器製造商Celestion，後者在經過測試和分析下，於兩年內開發和生產了近30個原型。Celestion按照精確的繞組和層壓規格生產定製的變壓器，獲得以前曾被生產的組件並使其符合危害性物質限制指令的要求，並且完全使用红影木貼面刨花板製成機櫃，令其內部硬件及外表均與原版一樣。在項目開始約12年後的2010年，迪肯放大器複製品獲得了梅和迪肯的正式認可和祝福。奈特音頻技術迪肯放大器複製品於2011年3月首次發行，並在一個月內售罄。奈特音頻技術迪肯放大器的生產工作後來停止。

## 使用
迪肯放大器在1973年的專輯《Queen》的歌曲《Mad The Swine》和1974年的專輯《Queen II》中的純音樂《Procession》以及《The Fairy Feller’s Master-Stroke》開始使用。放大器最著名的一次使用是在收錄於専輯《歌劇之夜》的純音樂《天佑女王》，在同一張專輯的迪克西蘭風格歌曲《好伙计》中，梅利用放大器令他的結他發出喇叭、長號和小號的聲音，並以逐一增加單音製造複雜的音樂效果。此外，在《殺手女皇》、《波希米亞狂想曲》和《A Winter's Tale》等歌曲亦有使用放大器錄製，當中在波西米亞狂想曲中，放大器被使用於歌曲末段的結他二重奏。

## 內部結構
奈特與弗萊爾在取下放大器背面時發現了一塊四電晶體電路板，內有AC125電晶體和AC126電晶體各一、及兩塊鍺製袋置AC128電晶體，功率部分是作推挽配置的B類放大器電路。當中AC128為功率電晶體，被安裝在兩個多抽頭變壓器鐵芯的上方，輸入和輸出都是在變壓器耦合的。進行正弦波形輸入後，奈特與弗萊爾發現波形的低峰值在高峰值開始之前便削波已久。迪肯放大器帶有斜角接縫。內部設有前後刨花板擋板。這個0.75瓦的推挽式四晶體管放大器驅動內部兩個揚聲器；內有一個6英寸低頻或中頻的30瓦雙錐揚聲器和一個3英寸的紙錐高頻揚聲器。

## 外部連結
- KAT Deacy Amp replica （页面存档备份，存于）